# L'asinello
L'asinello (The Small One) è un cortometraggio d'animazione del 1978 prodotto e diretto da Don Bluth. Venne prodotto dalla Walt Disney Productions come progetto per la sua nuova generazione di animatori, ed è basato sull'omonimo romanzo per bambini natalizio di Charles Tazewell. Fu distribuito negli Stati Uniti il 16 dicembre 1978, abbinato a una riedizione di Pinocchio.

## Trama
Un ragazzino abita in una povera casa con suo padre e i loro quattro asini appena fuori dalle porte di Nazareth: l'asino più anziano di nome Piccolo, nonché migliore amico del ragazzo, è diventato troppo vecchio e debole, per cui il padrone, non potendo più pagarne il cibo, è costretto a venderlo. Anche se rattristato, il ragazzino si offre di portare Piccolo personalmente al mercato, così da assicurarsi di trovargli un nuovo padrone che si prenda adeguatamente cura di lui. Il primo a cui il ragazzo cerca di vendere Piccolo si rivela essere un conciatore, che comprerebbe l'asinello solo per ricavarne una pelle, e i due amici scappano dalla sua bottega terrorizzati. Dopo aver incontrato un vasaio e un pasticciere, che rifiutano l'acquisto perché Piccolo non sarebbe abbastanza forte per lavorare, tre banchieri disonesti indirizzano i due amici verso un banditore di cavalli. Quest'ultimo, vedendo la magrezza di Piccolo, inizia a prendersi gioco di lui e del suo padrone di fronte alla folla divertita, finché l'asino non reagisce disarcionando il mercante che, infuriato, scaccia i due dal palco. Dopo essere fuggiti, Piccolo e il suo padrone vagano in cerca di altri acquirenti, ma senza successo. Al calare della sera, i protagonisti, perduta ogni speranza, si siedono in un angolo vicino alla bottega del conciatore, piangendo disperatamente. In quel momento, un uomo si avvicina al ragazzo e gli chiede se può vendergli Piccolo per portare sua moglie incinta a Betlemme, promettendo inoltre che tratterà bene l'asinello. Finalmente, il ragazzo gli vende Piccolo che saluta per l'ultima volta. Mentre guarda Piccolo allontanarsi, il ragazzino decide di salire sulle mura per dare un'ultima occhiata all'asinello e vede una stella luminosa, che rivela l'identità dell'uomo che ha comprato Piccolo: è san Giuseppe, e Piccolo assisterà dunque alla nascita di Gesù.

## Produzione
L'idea de L'asinello nacque dallo sceneggiatore tirocinante Peter Young che trovò il libro tra le proprietà opzionali della biblioteca dello studio. Sviluppò gli storyboard iniziali a casa e li propose a Ron W. Miller, che affermò che si trattava di una storia con "cuore". Per aiutare a perfezionare gli storyboard, Miller chiese all'artista degli storyboard veterano Vance Gerry di collaborare con Young. Eric Larson, all'epoca a capo del programma di formazione dello studio, aveva pensato che sarebbe stato lui a dirigere il film e incaricò Burny Mattinson di aiutare a riprendere la storia, così come l'animatore veterano Cliff Nordberg di aiutare nell'animazione. Secondo Mattinson, il team andò a casa il venerdì per il fine settimana e tornò il lunedì successivo trovando il proprio lavoro cestinato perché la direzione dello studio aveva deciso di affidare il progetto a Don Bluth come regista. L'animatrice Betsy Baytos affermò che Larson, in reazione alla notizia, «scosse solo la testa e sapeva di non essere apprezzato. Sentiva che i vecchi tempi erano finiti». In retrospettiva, Bluth dichiarò: «L'asinello era qualcosa che ho diretto per tenere occupata la troupe fino a Elliott, il drago invisibile (...) [Larson] avrebbe potuto essere coinvolto nell'area degli storyboard. Non ottenne la regia. Credo che avesse scelto di insegnare». Dato il budget di produzione assegnato, Bluth compose lui stesso due canzoni, con una terza canzone composta dall'assistente alla regia Richard Rich, e riciclò l'animazione del ragazzo da quella di Mowgli ne Il libro della giungla (1967).

## Distribuzione

### Data di uscita
Le date di uscita internazionali sono state:
- 16 dicembre 1978 negli Stati Uniti;
- 28 novembre 1979 in Francia (Mon petit Âne);
- 8 dicembre in Svezia (Min lilla åsna);
- 18 dicembre in Italia;
- 21 dicembre in Finlandia (Pikku aasi).

### Edizione italiana
L'edizione italiana del film, abbinata a una riedizione de Gli Aristogatti, è a cura di Roberto De Leonardis. Il doppiaggio fu eseguito presso la International Recording con la partecipazione della D.E.F.I.S. e diretto da Giorgio Bonora, mentre la direzione musicale è di Pietro Carapellucci. Le canzoni sono cantate da Paola Orlandi, Davide Lepore e dal Quartetto Brancucci.

### Edizioni home video
Il film fu pubblicato in VHS in America del Nord il 14 dicembre 1990 nella collana Walt Disney Mini Classics, mentre in DVD-Video nella raccolta Classic Holiday Stories, uscita il 27 settembre 2005 come nono volume della collana Classic Cartoon Favorites, e nel settimo volume della collana Walt Disney Animation Collection: Classic Short Films, uscito il 29 settembre 2009. L'edizione italiana fu invece distribuita in VHS nel settembre 1982 (con i corti extra La notte di Natale, Papà Natale, Once Upon a Wintertime, I monelli della foresta e I pescatori di stelle), nel novembre 1995 nella collana I Miniclassici e il 5 dicembre 2002 nella raccolta 3, 2, 1... è Natale!, pubblicata anche in DVD.

## Altri media
Il cortometraggio fu adattato in una storia a fumetti disegnata da Pete Alvarado e pubblicata nel gennaio 1979 nel numero 48 della rivista Walt Disney Showcase; la traduzione italiana fu pubblicata per la prima volta il 20 dicembre 1981 nel numero 1360 di Topolino.